# Wesly Decas
Wesly Roberto Decas (Puerto Cortés, 11 agosto 1999) è un calciatore honduregno, difensore del Real España.

## Caratteristiche tecniche
È un difensore centrale.

## Carriera

### Club
Ha esordito fra i professionisti il 14 gennaio 2018 disputando con il Juárez l'incontro vinto 2-1 contro l'Atlético San Luis

### Nazionale
Ha partecipato ai Mondiali Under-20 del 2017 ed a quelli del 2019. Successivamente ha anche preso parte ai Giochi Olimpici di Tokyo ed alla CONCACAF Gold Cup 2023.